# David Concha
David Concha Salas (Santander, Cantabria, 20 de noviembre de 1996) es un futbolista español que juega como delantero en el Racing Club de Ferrol de la Primera Federación.

## Trayectoria
Se formó en las categorías inferiores del Marina Sport de Soto de la Marina, donde residió desde su infancia, y de ahí pasó a la cantera del Racing de Santander. Durante la temporada 2013-14 debutó con el primer equipo.
En julio de 2015 firmó con la Real Sociedad un contrato de cinco años de duración. El jugador fichado por la Real en verano procedente del Racing de Santander, jugó la temporada 2015-16 cedido en el Numancia. En enero de 2019 firmó a préstamo por un año con el Gamba Osaka.
El 24 de febrero de 2020 fichó por el C. D. Badajoz como jugador libre tras haber rescindido su contrato con la Real Sociedad días atrás. Una vez finalizó su etapa en este club tras la temporada 2021-22, volvió a salir fuera de España para jugar en el Hammarby IF. Este fue el último equipo en el que militó antes de anunciar su retirada en enero de 2023 con 26 años. Sin embargo, en julio de ese mismo año retomó su carrera después de firmar por una campaña, más otra opcional, con el Gimnàstic de Tarragona.
Después de dos temporadas en el conjunto catalán, en las que disputó 56 partidos, marcó siete goles y dio cuatro asistencias, en agosto de 2025 se unió al Racing Club de Ferrol.

## Clubes
| Club                          | País   | Año       |
| ----------------------------- | ------ | --------- |
| Real Racing Club de Santander | España | 2014-2015 |
| Real Sociedad                 | España | 2015-2018 |
| C. D. Numancia (cedido)       | España | 2015-2016 |
| F. C. Barcelona "B" (cedido)  | España | 2017-2018 |
| Real Sociedad "B"             | España | 2018-2020 |
| Gamba Osaka (cedido)          | Japón  | 2019      |
| C. D. Badajoz                 | España | 2020-2022 |
| Hammarby IF                   | Suecia | 2022-2023 |
| Gimnàstic de Tarragona        | España | 2023-2025 |
| Racing Club de Ferrol         | España | 2025-     |